# Wassili Grigorjewitsch Saizew

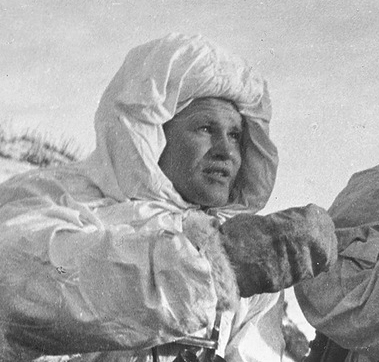
Wassili Grigorjewitsch Saizew während der Schlacht von Stalingrad (1942)

Wassili Grigorjewitsch Saizew (russisch Василий Григорьевич Зайцев, wiss. Transliteration Vasilij Grigor'evič Zajcev; * 23. März 1915 in Jeleninskoje, Gouvernement Orenburg, Russisches Kaiserreich; † 15. Dezember 1991 in Kiew) war ein sowjetischer Scharfschütze während des Zweiten Weltkrieges. Er zeichnete sich besonders während der Schlacht von Stalingrad aus und war Vorlage für einige Bücher, Filme und Computerspiele.

## Leben
Saizew wuchs als Sohn eines Hirten im Ural auf. Dort lernte er bereits in frühen Jahren während der Jagd den Umgang mit dem Gewehr. Nach dem Beginn des deutschen Angriffs auf die Sowjetunion gelangte Saizew zur sowjetischen Marine, wo er in der Verwaltung eingesetzt wurde.
Im Spätsommer 1942 meldete er sich freiwillig zum Dienst an der Front, woraufhin er in das 1047. Schützenregiment der 284. Schützendivision versetzt wurde. Diese war im Rahmen der 62. Armee in Stalingrad eingesetzt. Während der Schlacht von Stalingrad soll Saizew nach sowjetischen Angaben als Scharfschütze zwischen dem 10. Oktober und dem 17. Dezember 1942 insgesamt 225 deutsche Soldaten getötet haben. Nach Saizews eigenen Angaben sollen bis zum Januar 1943 noch 27 weitere dazugekommen sein.
Sowjetische Kriegsberichterstatter berichteten, dass Saizew innerhalb der ersten zehn Tage nach der Landung seiner Einheit am westlichen Wolgaufer 40 Deutsche mit Präzisionsschüssen getötet habe. Außerdem leitete er in den Ruinen der Chemiefabrik „Lazur“ eine Scharfschützenschule, in der er 28 Soldaten ausbildete, die ihrerseits angeblich 3000 deutsche Soldaten töteten.
Saizew wurde durch eine Landmine verwundet. Für seine Leistungen ernannte man ihn am 22. Februar 1943 zum Helden der Sowjetunion.

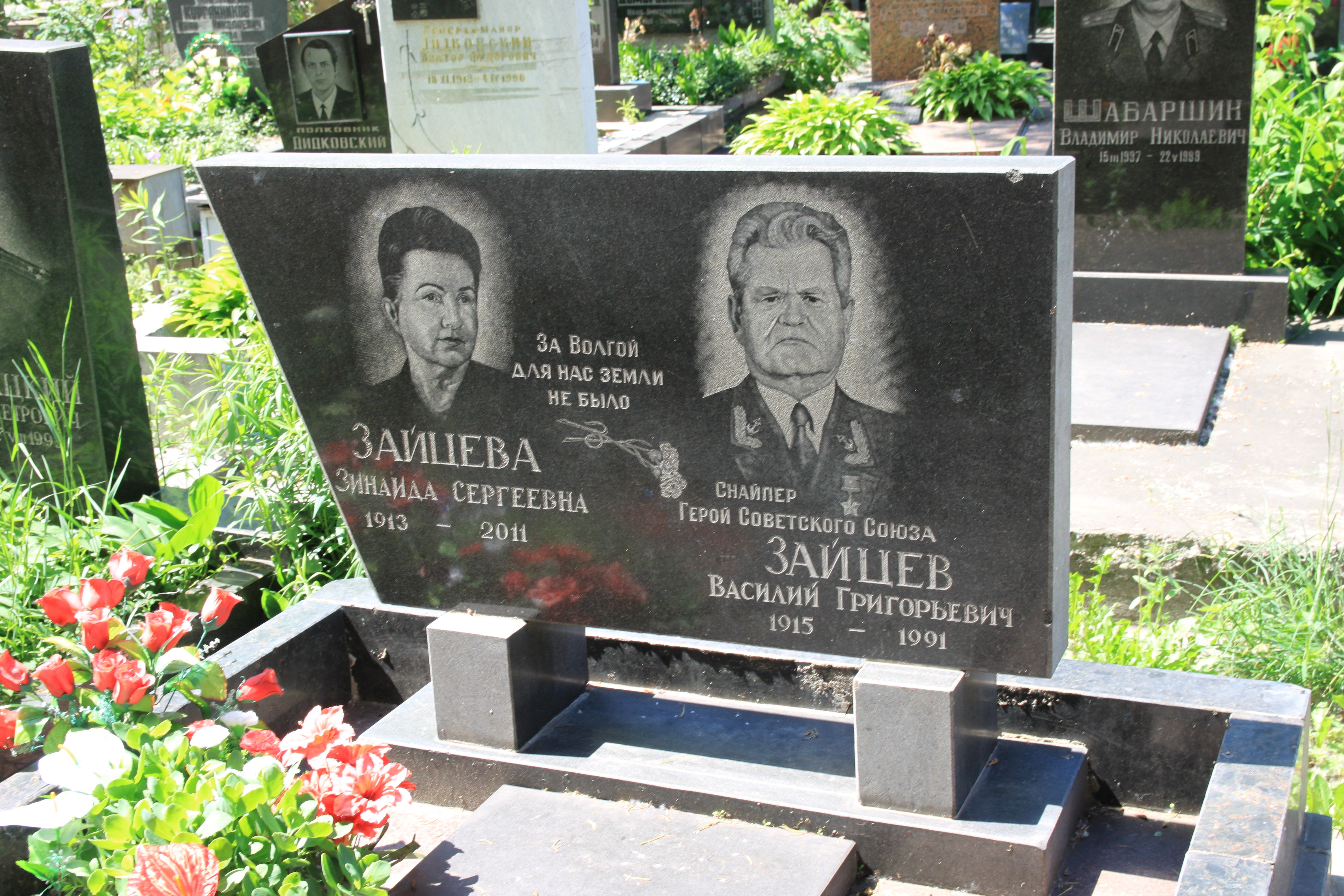
Ehrengrabmal von Wassili Grigorjewitsch Saizew (2013)

Nach seiner Genesung diente Saizew weiterhin an der Front. Dabei erreichte er bis 1945 den Rang eines Hauptmanns. Nach dem Krieg leitete er eine Fabrik in Kiew, bis er am 15. Dezember 1991 im Alter von 76 Jahren starb.

## Auszeichnungen
- Held der Sowjetunion
- Leninorden
- Rotbannerorden
- Orden des Vaterländischen Krieges 1. Klasse
- Medaille „Für die Verteidigung Stalingrads“
- Medaille „Sieg über Deutschland“[4]

## Zitat
Saizews berühmtes Zitat zur Lage der sowjetischen Verteidiger in Stalingrad:

„Es gibt kein Land für uns hinter der Wolga.“

Fälschlicherweise wird dieser Ausspruch in einigen Quellen dem Kommandeur der 13. Gardeschützen-Division, Alexander Iljitsch Rodimzew, zugeordnet.

## Rezeption
Bereits während des Krieges wurde Saizew von der sowjetischen Propaganda gefeiert. Ein Zusammenstoß in Stalingrad mit einem unbekannten, aber „sehr fähigen Scharfschützen“, wie Saizew in seiner Biographie vermerkte, wurde von der damaligen sowjetischen Propaganda zu einem mehrtägigen Duell verklärt.
Demnach sei ein gewisser Major Erwin König, Leiter einer deutschen Scharfschützenschule in Zossen, auf obersten Befehl nach Stalingrad entsandt worden, um Saizew aufzuspüren und zu töten. Oberst Batjuk, Kommandeur der 284. Schützen-Division, habe daraufhin Saizew persönlich den Befehl erteilt, Arbeitsweise, Tarnung und Schießgewohnheiten von Major König zu studieren, um ihn gezielt zu bekämpfen. Das angebliche Duell zwischen Saizew und Major König wurde als eine Art personalisierte Einzelkriegsführung inmitten der Massenschlacht von Stalingrad hingestellt. Mit Feldstechern und Teleskopen hätten Saizew, sein Beobachter und Gruppenscharfschütze Nikolai Kulikow sowie der Agitprop-Politkommissar Danilow tagelang das Gefechtsfeld auf Spuren und etwaige Geländeveränderungen von Major König abgesucht.
Erst als Danilow sich aus seiner Deckung bewegt habe und von einem gegnerischen Schützen an der Schulter verwundet worden sei, soll sich Major König enttarnt haben. Saizew habe König entweder in einem Unterstand mit abgeklebten Sehschlitzen, unter einem Stück Eisenblech oder einem Haufen Ziegelsteinen vermutet. Kulikow habe einen Blindschuss abgegeben, um König dazu zu bewegen, seine Position zu verraten. Zur Täuschung habe Kulikow seinen Stahlhelm aus der Grabenstellung gehoben und nach Königs Schuss einen Schmerzensschrei imitiert. Major König habe sich dann aus seinem Versteck erhoben und sei von Saizew mit einem Kopfschuss getötet worden.
Erwähnt wurde dieses Duell nur von sowjetischen Quellen. In den Unterlagen der deutschen Wehrmacht findet sich kein Major Erwin König; außerdem galt die Tätigkeit als Scharfschütze in der deutschen Armee als eines Offiziers „unwürdig“ und wurde in der Regel von Mannschaftsdienstgraden ausgeübt. So kamen selbst die erfolgreichsten und höchstdekorierten Scharfschützen der Wehrmacht, Matthäus Hetzenauer und Friedrich Pein, nie über den Dienstgrad eines Gefreiten bzw. Oberjägers hinaus.
Schon 1973 veröffentlichte der Autor William Craig (1929–1997) in seinem Buch Enemy at the Gates – The battle for Stalingrad auch im Westen eine Beschreibung des Scharfschützenduells. Saizew selbst veröffentlichte seine Memoiren schließlich im Jahre 1981. Nachdem Saizews Geschichte erstmals auch in einem Film Ангелы Смерти (dt. Todesengel) dargestellt worden war, griffen westliche Medien das Thema wieder vermehrt auf. Im Jahre 1998 kam der Autor Antony Beevor in seinem Buch Stalingrad zu dem Schluss, dass die Geschichte trotz einiger realer Anleihen im Wesentlichen Fiktion sei. Trotzdem erschien nur ein Jahr darauf der Roman War of the Rats von David L. Robbins, in dem das Duell wieder ein zentrales Motiv darstellte. Dieser bildete wiederum die Grundlage zu dem Film Duell – Enemy at the Gates von Jean-Jacques Annaud aus dem Jahre 2001, in dem Saizews Rolle von Jude Law verkörpert wurde.
Im Jahre 2006 wurden die sterblichen Überreste Saizews umgebettet und gemäß seinem letzten Willen auf dem Mamajew-Hügel neben der Stalingrad-Gedenkstätte in Wolgograd beigesetzt. In einem dort befindlichen staatlichen Museum ist auch sein mit einer patriotischen Inschrift versehenes Mosin-Nagant-Gewehr ausgestellt.